# 上卡門區
13°10′33″S 74°13′35″W / 13.1758°S 74.2264°W
上卡門區（西班牙語：Distrito de Carmen Alto），是秘魯的一個區，位於該國中南部阿亞庫喬大區的瓦曼加省，始建於1920年9月6日，面積19.3平方公里，海拔高度2,800米，2005年人口16,080，人口密度每平方公里830人。